# Zwitserland op het Eurovisiesongfestival 2022
Zwitserland nam deel aan het Eurovisiesongfestival 2022 in Turijn, Italië. Het was de 61ste deelname van het land aan het Eurovisiesongfestival. SRG SSR was verantwoordelijk voor de Zwitserse bijdrage voor de editie van 2022.

## Selectieprocedure
Na de twee top vijf noteringen, met een vierde plek in 2019 en een derde plek in 2021, kiest de Zwitserse omroep hun inzending voor het komende jaar op dezelfde manier als de afgelopen jaren. Net als voor de edities 2019 en 2020 beslist een honderdkoppig kijkerspanel en een twintigkoppig internationaal jurypanel bestaande uit personen die in eerdere jaren in de diverse nationale vakjury’s hebben plaatsgenomen wie er voor Zwitserland naar het songfestival gaat. Inzendingen konden gedurende de eerste twee weken van september 2021 worden ingestuurd. Daarna bogen de twee jurypanels zich over de inzendingen. 
Op 8 maart 2022 werd de Zwitserse inzending voor Turijn is onthuld. Gekozen werd voor het lied Boys do cry van de 28-jarige singer-songwriter Marius Bear. 

## In Turijn
Zwitserland kwam in Turijn uit in de eerste halve finale op dinsdag 10 mei. Marius Bear wist zich te kwalificeren voor de finale, en bereikte daarin de 17e plaats met 78 punten, al deze punten waren afkomstig van de vakjury, van de kijkers thuis kreeg Bear geen enkele punt toebedeeld.
1956 · 1957 · 1958 · 1959 · 1960 · 1961 · 1962 · 1963 · 1964 · 1965 · 1966 · 1967 · 1968 · 1969 · 1970 · 1971 · 1972 · 1973 · 1974 · 1975 · 1976 · 1977 · 1978 · 1979 · 1980 · 1981 · 1982 · 1983 · 1984 · 1985 · 1986 · 1987 · 1988 · 1989 · 1990 · 1991 · 1992 · 1993 · 1994 · 1995 · 1996 · 1997 · 1998 · 1999 · 2000 · 2001 · 2002 · 2003 · 2004 · 2005 · 2006 · 2007 · 2008 · 2009 · 2010 · 2011 · 2012 · 2013 · 2014 · 2015 · 2016 · 2017 · 2018 · 2019 · 2020 · 2021 · 2022 · 2023 · 2024 · 2025
Albanië · Armenië · Australië · Azerbeidzjan · België · Bulgarije · Cyprus · Denemarken · Duitsland · Estland · Finland · Frankrijk · Georgië · Griekenland · Ierland · IJsland · Israël · Italië · Kroatië · Letland · Litouwen · Malta · Moldavië · Montenegro · Nederland · Noord-Macedonië · Noorwegen · Oekraïne · Oostenrijk · Polen · Portugal · Roemenië · San Marino · Servië · Slovenië · Spanje · Tsjechië · Verenigd Koninkrijk · Zweden · Zwitserland